# Lánia
Lánia (grec moderne : Λάνια) est un village chypriote situé dans le district de Limassol.